# Valle Argentina
La Valle Argentina (o anche Valargentina) è una delle valli delle Alpi Liguri, nella Liguria occidentale, lunga circa 40 km. Inizia dal Monte Saccarello, a 2 201 m s.l.m. e termina a Taggia. Ha una superficie di circa 200 km2 e 16 455 abitanti. È attraversata in tutta la sua lunghezza dal corso del fiume Argentina, che nasce nel Monte Saccarello ed ha la sua foce nel Mar Ligure ad Arma di Taggia, frazione di Taggia. La totalità della valle è ricompresa nel territorio amministrativo della Provincia di Imperia.

## Geografia fisica

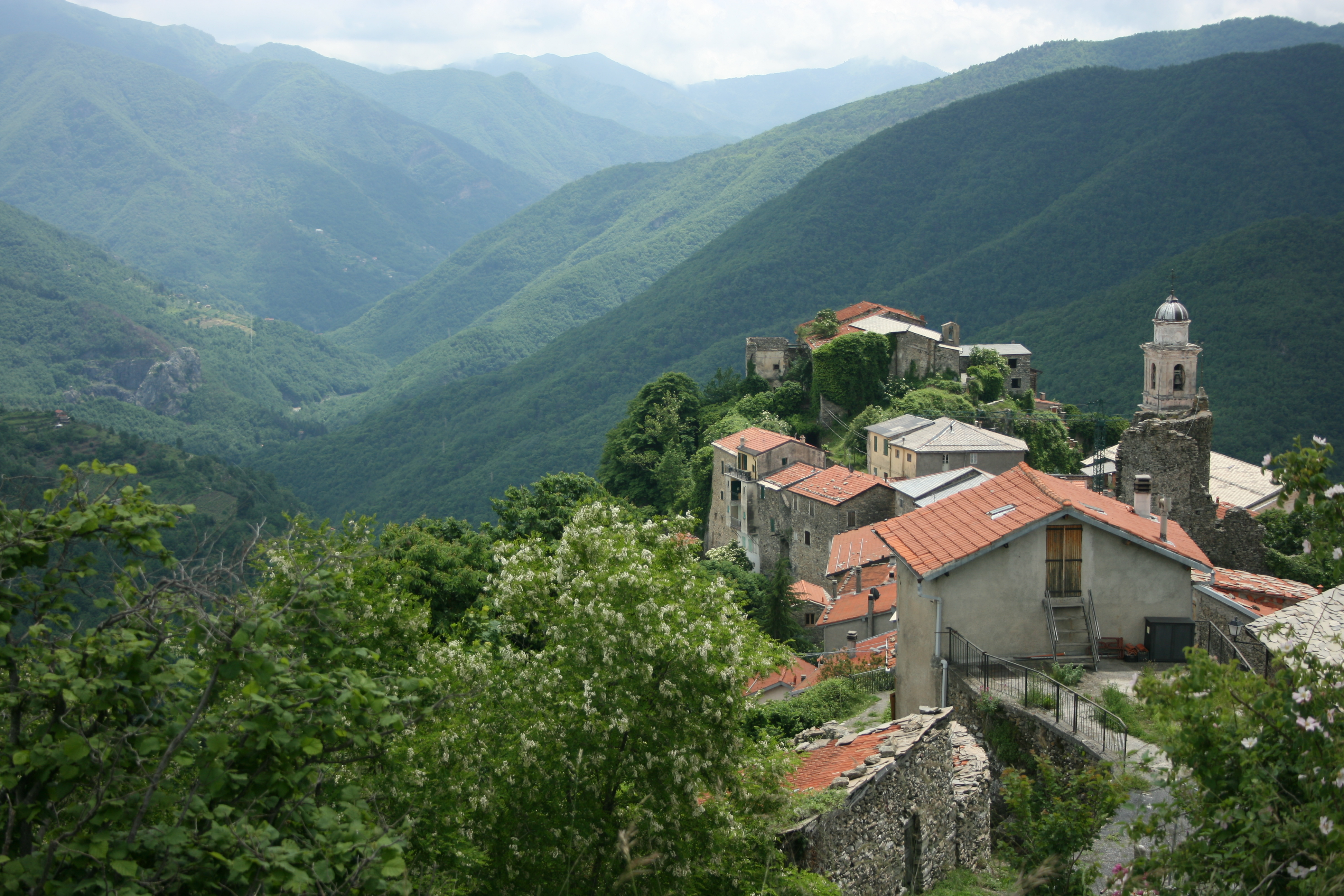
Panorama della Valle Argentina da Triora

### Territorio
È possibile suddividere il territorio della Valle Argentina in due macro-settori:
1. Alta Valle Argentina: è una zona montuosa che presenta zone pianeggianti nella conca della valle; comprende i comuni di Triora, Molini di Triora, Montalto Carpasio e Badalucco.
2. Bassa Valle Argentina: è una zona pianeggiante; comprende il comune di Taggia.

### Idrografia

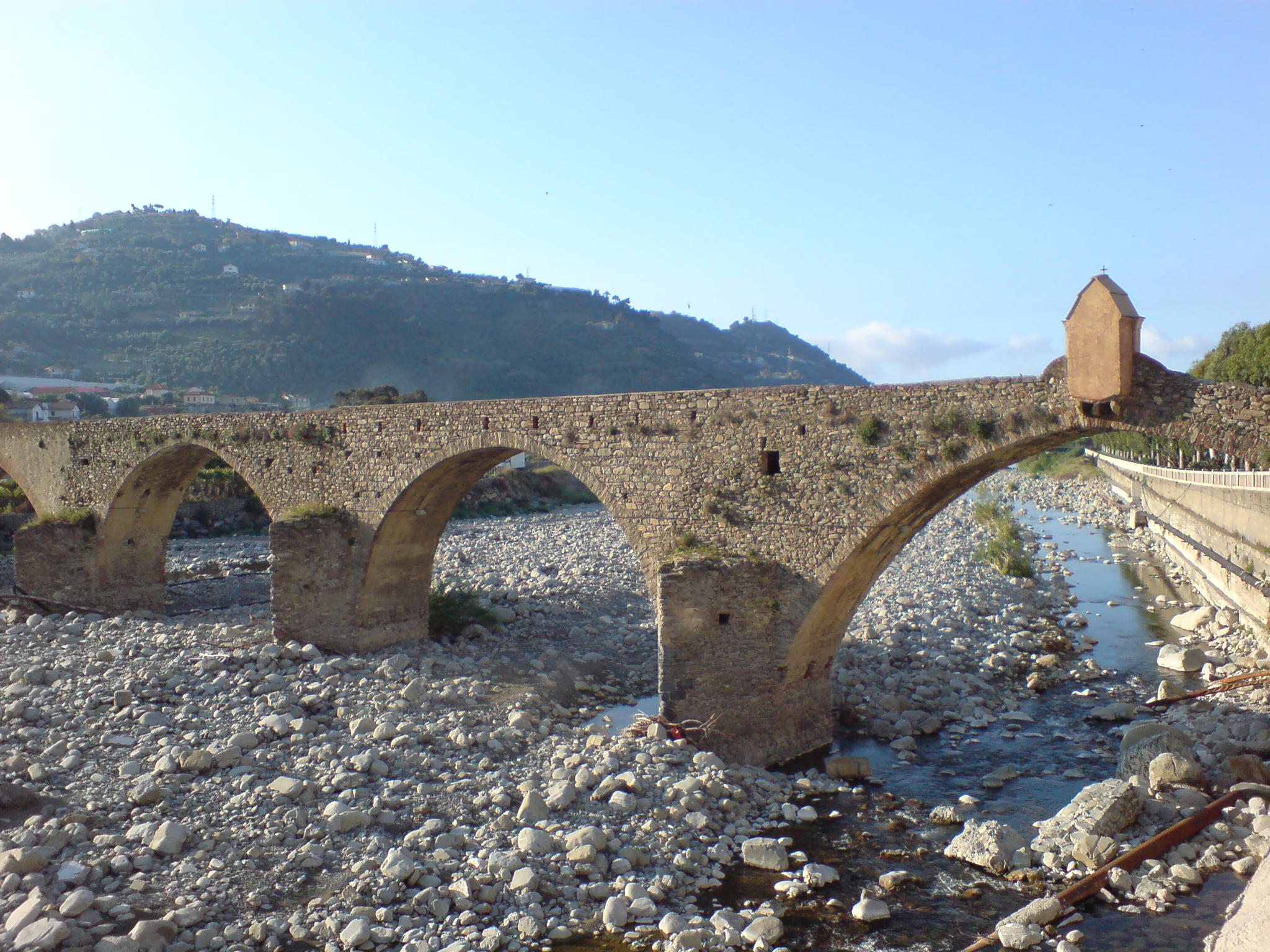
Ponte romano sul fiume Argentina

La Valle Argentina è attraversata dal fiume Argentina, che nasce nel Monte Saccarello nel comune di Triora.
Abbastanza copiosi sono i corsi d'acqua a carattere torrentizio che scendono dai lati dei monti per congiungersi all'Argentina (torrente) dei quali alcuni sono però a carattere esclusivamente stagionale e durante l'estate si trovano in secca.

### Orografia
Il Monte Saccarello, alto 2.201 m, è il più alto della Liguria. Altre importanti rilievi che fanno da corona alla parte alta dalla vallata sono il Monte Frontè, la Cima Marta, il Monte Monega e il Carmo di Brocchi.

### Geologia
I rilievi montuosi sono formati da roccia metamorfica come l'ardesia. I minerali presenti sono calcite, pirite, manganese, braunite, reppiaite e tinzenite.
La zona è prevalentemente calcarea, ricca di cavità naturali, che si presenta particolarmente favorevole sotto il profilo della ricerca archeologica per le grotte abitate nel neolitico.

## Natura
L'ambiente è caratterizzato da un particolare endemismo, in cui oltre 80 entità endemiche, ovvero esemplari rari presenti solo nella zona, convivono tra loro. 
Inoltre, data la sua posizione, risulta l'estremo meridionale per numerose specie vegetali e animali che popolano le Alpi. 

### Zone Protette
| Denominazione                    | Riconoscimento                | Comuni            | Ettari |
| -------------------------------- | ----------------------------- | ----------------- | ------ |
| Parco naturale delle Alpi Liguri | Parco Regionale               | Triora            | 6.041  |
| Parco della Carpasina            | Sito di interesse comunitario | Montalto Carpasio | 1.331  |

### Flora
Il paesaggio vegetale comprende una grande varietà di piante. Ai boschi montani di latifoglie si susseguono in altimetria i boschi subalpini di conifere e, oltre i 1700 m, vi si trovano lande di arbusti subalpini.
Tra le foreste di latifoglie vi sono il faggio, il rovere, l'olmo, il pioppo, l'acero, il carpino, il leccio, il frassino, il salice, l'ontano, il castagno, il nocciolo e il noce. Tra le foreste di conifere vi sono l'abete, il pino, il larice.
Tra gli arbusti vi sono il timo, l'alloro, il rosmarino, il rovo, il lampone, il mirtillo, il corniolo, l'erica, il ginepro, il caprifoglio, il biancospino, la rosa selvatica e l'ortica. Tra le piante alpine vi sono il doronico, l'anemone e la stella alpina. Nel sottobosco sono presenti diversi esemplari di funghi.
La costa viene chiamata Riviera dei Fiori, caratterizzata dalla presenza della genziana, del ciclamino, della margherita, della viola, della magnolia, della lavanda, del giglio, del narciso, il geranio e dell'orchidea. Vi sono anche numerose palme e piante grasse.

### Fauna
- Mammiferi - In alta quota, anche durante la stagione invernale, è presente il camoscio alpino insieme ad una piccola popolazione di marmotte vicino al Monte Saccarello;  il capriolo e il Cinghiale sono diffusi in tutta la valle in modo omogeneo. È possibile osservare anche la faina, la donnola, l'ermellino e la martora. Massiccia la presenza del tasso, della talpa, del ghiro, del riccio, della lepre, dello scoiattolo e della volpe. Sono presenti alcuni esemplari di lupo che hanno formato alcuni branchi in un areale che comprende tutte le Alpi Marittime, ritornati spontaneamente dopo un lungo periodo di caccia.
- Uccelli - Vi sono oltre 40 specie di volatili di piccola e grande taglia, come il passero domestico, il passero solitario, l'occhiocotto, la strapazzolina, il torcicollo, il merlo, il fringuello, il pettirosso, lo zigolo, la quaglia, il cardellino, la ghiandaia, la cannaiola, la rondine montana, il codirosso, il picchio rosso maggiore, il fagiano il cuculo e l'upupa, la starna e la pernice. Particolare interesse rivestono la presenza della coturnice nel settore del Monte Saccarello e Monte Frontè in quanto risulta il suo estremo meridionale nelle popolazioni alpine; discorso simile si può ritrovare nel gallo forcello, di cui risulta un limite meridionale insieme alle popolazioni del Monte Galero. Sono presenti anche numerosi rapaci notturni tra i quali la civetta, il gufo comune, il gufo reale, il barbagianni, l'allocco, l'assiolo; della famiglia dei rapaci diurni il biancone, la poiana, il gheppio, il nibbio, l'astore, lo sparviero, il falco pellegrino, il falco pecchiaiolo e l'aquila reale e in minor presenza il gipeto. Lungo la costa vi sono molti gabbiano reali e, in minore quantità, gabbiani comuni.
- Rettili - Tra i rettili troviamo la lucertola, il geco, il ramarro e numerosi esemplari di serpenti, tra cui la vipera, il marasso, l'orbettino, il colubro, la coronella e il biacco.
- Aracnidi e insetti - Tra gli aracnidi e gli insetti più comuni troviamo lo scorpione nero, la vedova mediterranea, la mantide religiosa, la cicala, la farfalla e la luciola.
- Anfibi - Tra gli anfibi troviamo il tritone, la salamandra nera e la salamandra pezzata, la rane e il rospo montano.
- Animali marini (pesci, crostacei, molluschi) - Nell'area costiera la qualità del pescato è piuttosto pregiato per la presenza del polpo, del moscardino nero e del moscardino bianco, del calamaro, della seppia, del totano. Tra i crostacei ci sono la cicala di mare negli anfratti degli scogli, sui fondi rocciosi vive l'aragosta, l'astice, lo scampo e il gambero. Sono presenti inoltre la stella marina e il riccio di mare. I pesci più comuni sono la sardina, l'acciuga, lo sgombro, la sogliola, lo scorfano, la triglia, la cernia, il branzino, la spigola, il dentice e l'orata. Durante i mesi primaverili e autunnali si possono trovare pesci di grandi dimensioni come il tonno, il pesce spada, la ricciola e il sugarello.

## Storia
I primitivi insediamenti umani vanno ricercati già nell'epoca preromana tra il X e il VII secolo a. C., dove erano presenti antiche tombe cinerarie e un luogo di culto dedicato al dio ligure Belleno.
Durante l'epoca romana si combatté la battaglia di Campo Marzio tra la tribù dei Liguri e l'esercito dell'Impero romano che, dopo lunghe lotte nel territorio, riuscì a sottomettere la popolazione locale. Subì quindi la dominazione romana a partire dal I secolo a.C e in età imperiale vennero costruite a Taggia alcune ville e una stazione di posta servita dalla via Julia Augusta, che attraversava tutta la Liguria di Ponente.
All'interno della valle, tra il V e il VI secolo si sviluppò invece l'insediamento fortificato di Castel San Giorgio a Campo Marzio. Il villaggio venne distrutto e abbandonato durante l'invasione longobarda di Rotari del 641 nel VII secolo, che portò alla decadenza anche di Castel San Giorgio.
Da allora gli abitanti della zona cominciarono a popolare un nuovo insediamento, su una bassa colina a circa tre chilometri dalla costa, che a partire dal tardo secolo X è noto come "Tabia". Si ebbe fin dal VII secolo, la fondazione dell'abbazia di Nostra Signora del Canneto di Taggia da parte dei monaci di San Colombano, che poi accolsero verso il IX secolo come per Bobbio, Pedona e Lerino la riforma della regola di San Benedetto.
Tutta la zona fu oggetto di scorrerie saracene tra i secoli IX e X che spopolarono le coste e le valli, esse colpirono anche l'abbazia di Taggia. Nell'891, i Saraceni profanarono il monastero, lo demolirono, uccisero tutti i monaci e incendiarono la preziosa biblioteca. Essa sarà nuovamente ricostruita, sempre dai monaci benedettini dell'Abbazia di Santo Stefano di Genova, di proprietà bobbiese, sul finire del X secolo che si insediarono nell'imperiese in valle Argentina, a Taggia e Villaregia (odierno Santo Stefano al Mare).
Nell'XI secolo divenne feudo dei conti Lascaris di Ventimiglia fino alla metà del XIII secolo, ossia quando la Repubblica di Genova diede inizio alla sua mira espansionistica nel ponente ligure e decise di acquistare il dominio feudale. La Repubblica ebbe notevoli problemi nella sua gestione, leggermente inasprita per le continue tasse imposte agli abitanti. Proprio gli interessi della valle sul commercio di grano causò una sorta di malcontenti arrivando alla dichiarazione di indipendenza.
L'edificazione di nuove cinte murarie e l'erezione di cinque fortezze difensive creò una sorta di nucleo fortificato, quasi inespugnabile, che mise a dura prova le truppe dell'imperatore Carlo VI d'Aburgo nella tentata conquista del borgo, nel XVIII secolo subì comunque l'invasione e la conseguente occupazione da parte dell'esercito austriaco.
Durante l'Impero francese, Napoleone Bonaparte annesse la valle alla Repubblica Ligure inglobata nel Dipartimento delle Alpi Marittime.
Nel 1725 l'esercito piemontese, guidato da Casa Savoia, cercò invano la conquista del borgo; ma così come stabilì il Congresso di Vienna del 1814, rientrò nei confini del Regno di Sardegna e successivamente del Regno d'Italia dal 1861.
Durante il conflitto bellico della seconda guerra mondiale il borgo subì notevoli perdite di abitanti a causa delle numerose rappresaglie dei nazisti contro i partigiani. Oltre alla fucilazione di numerosi civili, risultò gravemente danneggiato dalle bombe che lo rasero quasi al suolo. Il borgo venne dato alle fiamme e furono distrutti interi quartieri, causandone il repentino spopolamento.
Dal 1950 sono stati ridisegnati i confini comunali e la valle è diventata ora una zona di villeggiatura sia estiva che invernale.

## Monumenti e luoghi d'interesse

### Architetture religiose
- Collegiata di Nostra Signora Assunta, Triora
- Chiesa di San Bernardino, Triora
- Chiesa di San Dalmazio, Triora
- Santuario della Madonna della Montà, Molini di Triora
- Santuario della Madonna del Ciastreo, Molini di Triora
- Chiesa di San Giovanni Battista, Montalto Carpasio
- Chiesa di Santa Maria Assunta e San Giorgio, Badalucco
- Santuario della Madonna Miracolosa, Taggia
- Chiesa di Nostra Signora del Canneto, Taggia
- Convento di San Domenico, Taggia

### Architetture civili
- Ponte di Loreto, Triora
- Palazzo Lantrua, Molini di Triora
- Palazzo Boeri, Badalucco
- Palazzo Anfossi, Taggia
- Palazzo Asdente, Taggia
- Palazzo Curlo, Taggia
- Palazzo Spinola, Taggia
- Palazzo Lercari, Taggia
- Palazzo Pastorelli, Taggia
- Palazzo Vivaldi, Taggia

### Architetture militari
- Castello di Triora, Triora
- Rocca di Andagna, Molini di Triora
- Castello di Taggia, Taggia

### Altro
- Il borgo delle streghe: la Cabotina e i Caruggi, Triora
- Statua del processo di Triora, Triora
- Statua di Giovanni Lantrua, Molini di Triora

## Società

### Demografia
La Valle Argentina ha 16.455 abitanti, oltre la metà della popolazione è situata nella località marina di Taggia, mentre la parte restante si distribuisce nei rimanenti conglomerati urbani.
| Stemma | Comune            | Popolazione |
| ------ | ----------------- | ----------- |
|        | Taggia            | 13.919      |
|        | Badalucco         | 1.175       |
|        | Molini di Triora  | 617         |
|        | Triora            | 380         |
|        | Montalto Carpasio | 540         |

#### Evoluzione demografica
Abitanti censiti

### Etnie e minoranze straniere
Secondo i dati Istat al 31 dicembre 2011 i cittadini stranieri residenti nella Valle Argentina sono 1.187, pari al 7,21% della popolazione totale. Sono presenti soprattutto minoranze di inglesi, tedeschi e francesi.
Di particolare nota la presenza in aumento di turisti di origine scandinava, tedesca, olandese e inglese che decidono di trasferirsi a vivere in valle quale pensione o lavoro agile.

### Lingue e dialetti
In tutta la zona si parla il dialetto ligure, in particolare il brigasco, il taggiasco e il molinese. Sono presenti minoranze di inglese, tedesco e francese.

### Qualità della vita
Il comune di Triora fa parte de I borghi più belli d'Italia grazie al suo spiccato interesse artistico e storico.

## Cultura

### Cucina
Farinacei
- Pane di Triora
- Canestrelli di Taggia
- Biscotti al finocchio
- Sardenaira
- Torta verde

Formaggi
- Bruss
- Alpeggio di Triora

Bevande
- Latte di lumaca
- Filtro delle streghe

Altro
- Oliva taggiasca

## Infrastrutture e trasporti

### Strade
I principali accessi alla Valle Argentina sono:
- Autostrada A10: che collega Genova a Ventimiglia
- Strada statale 1 Via Aurelia: che collega Roma a Ventimiglia
- Strada statale 720 Variante di Taggia: che collega l'Autostrada A10 all'abitato di Taggia, che insieme alla  Strada statale 718 di Sanremo forma la Tangenziale di Sanremo

La strada principale della Valle, ovvero la sua colonna dorsale è la Ex *  Strada statale 548 della Valle Argentina: che collega Taggia a Molini di Triora
Le strade interne che collegano i centri abitati sono composte da provinciali tra cui :
- SP 21, che staccandosi dalla SS548 all'altezza di loc Desteglio nel comune di Montalto Carpasio permette di raggiungere gli abitati della val Carpasina (valle laterale) ovvero Montalto Ligure e Carpasio per poi proseguire in sommità e permettere il collegamento montano con la Val Prino, Val Impero e Valle Arroscia e la Strada statale 28 del Colle di Nava
- SP 54, che staccandosi dalla SS548 prima dell'abitato di Badalucco attraversa la Val Oxentina (valle laterale), servendo alcune frazioni e collegando con Ceriana e Bajardo
- SP 52, che è la naturale prosecuzione della SS548 e collega Molini di Triora con Triora e prosegue nell'alta valle fino all'abitato di Loreto
- SP 65, che al termine della SS548 collega l'abitato di Molini di Triora con la Val Nervia, oltre che permettere l'accesso alla parte sommitale della Valle
- SP 17, che al termine della SS548 collega l'abitato di Molini di Triora con la Valle Arroscia, passando per gli abitati di Andagna e Rezzo (attraversando una valle laterale dell'Arroscia)
- Vi sono numerose provinciali minori a servizio delle frazioni

Essendo una zona a ridosso del confine italo-francese, vi una forte presenza di un reticolo di strade di origine militare (per lo più sterrate) nella parte alta della Valle che erano a servizio delle fortificazioni, oltre che fornisce una retrovia di collegamento, tra cui vale la pena di ricordare la strada che partendo da Colle Melosa arriva al Colle del Garezzo, in sommità della valle e toccando le cime principali della valle. 
La Valle Argentina è caratterizzata inoltre da numerosi sentieri, il principale è l'alta Via dei Monti Liguri che, sviluppatosi sullo spartiacque delimitante il versante costiero ligure, collega Ventimiglia a Ceparana.

### Mobilità urbana
- Rete filoviaria della Riviera dei Fiori: che collega Taggia a Sanremo e a Ventimiglia
- Trasporto pubblico locale tramite bus, gestito da Riviera Trasporti: che collega i centri abitati sia all'interno che all'esterno della Valle Argentina

### Linee ferroviarie
Taggia è dotata dalla Stazione di Taggia-Arma sulla linea ferroviaria Genova-Ventimiglia

## Amministrazione

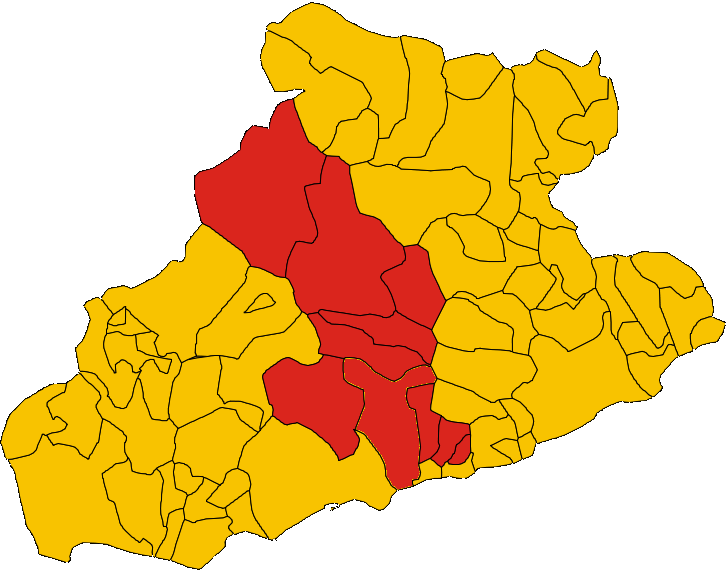
La comunità montana Argentina Armea dal 1973 al 2009

### Gemellaggi
- La Brigue, Francia, gemellata con Triora dal 2006

### Comunità montana
Nel 1973 è stata istituita la comunità montana Argentina Armea che nel 1978 assunse le funzioni amministrative in materia di agricoltura, sviluppo rurale, foreste e antincendio boschivo. La comunità montana fu formata dai comuni della Valle Argentina di Triora, Molini di Triora, Badalucco, Montalto Ligure, Taggia e dai confinanti Carpasio, Castellaro, Ceriana, Pompeiana e Terzorio. Con la disciplina di riordino delle comunità montane del 2009, non ne fece più parte il comune di Taggia. Dal 2011 l'ente è stato soppresso con il trasferimento delle deleghe alla Regione e ai comuni interessati.

## Sport

### Calcio
Le squadre calcistiche principali, provenienti entrambe da Taggia, sono:
- La Società Sportiva Argentina Armea militante nel campionato Serie D.
- L'A.S.D Taggia militante nel campionato Promozione Liguria A.

### Ciclismo
Il comune di Triora è stato insignito dal 2007 della bandiera arancione dal Touring Club Italiano, grazie ai numerosi sentieri dove è possibile praticare ciclismo.

### Rally
Le strade asfaltate della Valle, soprattutto quelle passanti dal Colle San Bartolomeo e il Colle D’Oggia, sono spesso utilizzate per le Prove Speciali del Rally Sanremo, fin dalla sua origine.

## Galleria d'immagini

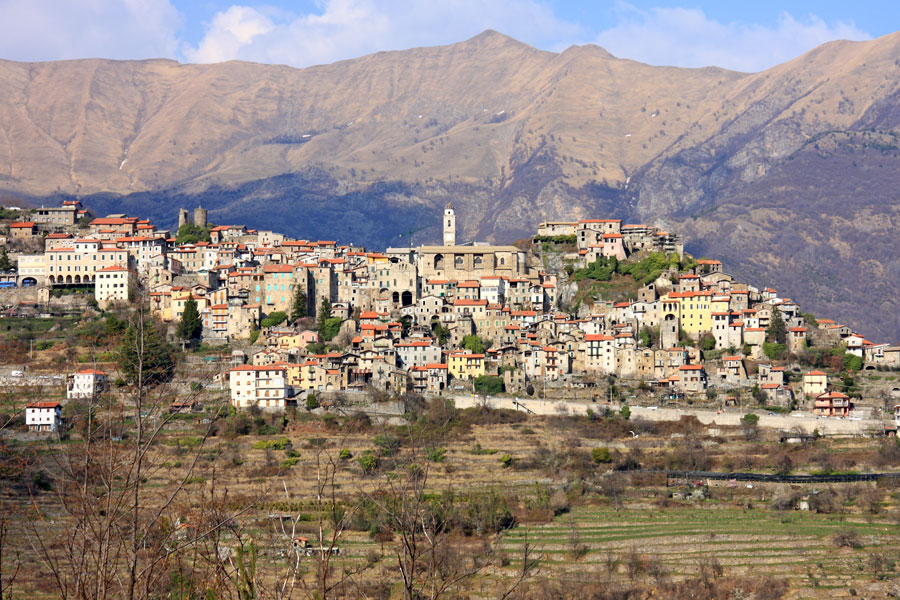
Triora, borgo delle streghe
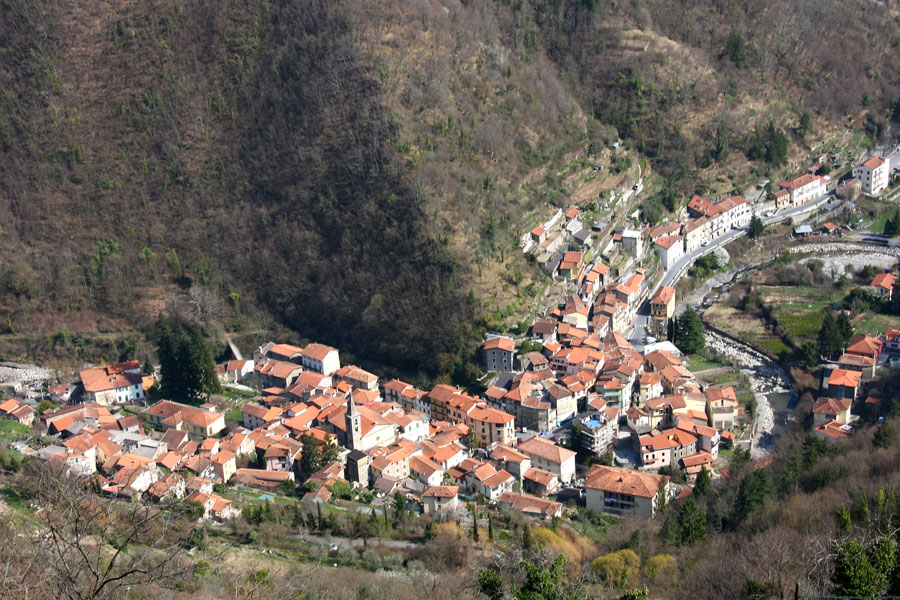
Molini di Triora, granaio della valle
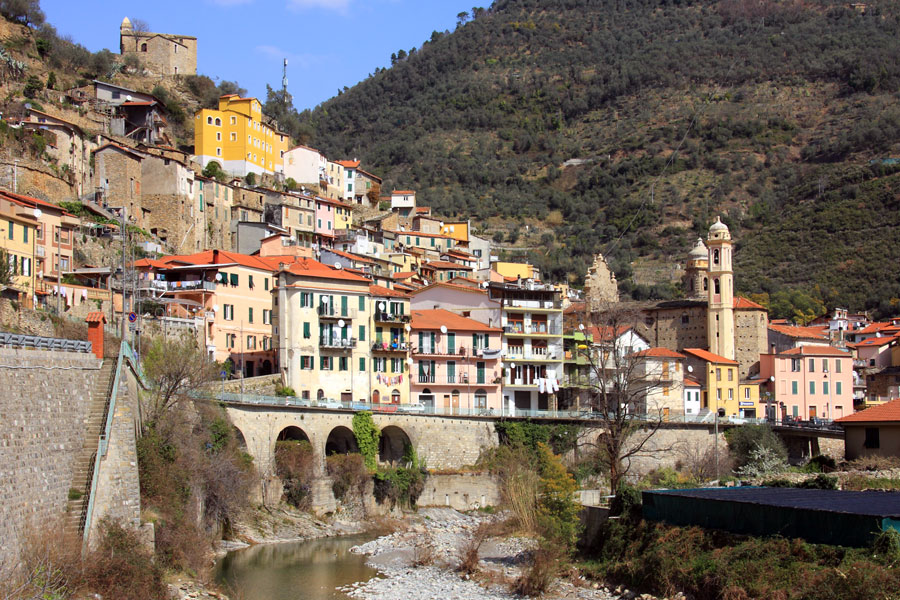
Badalucco, paese sulla strada
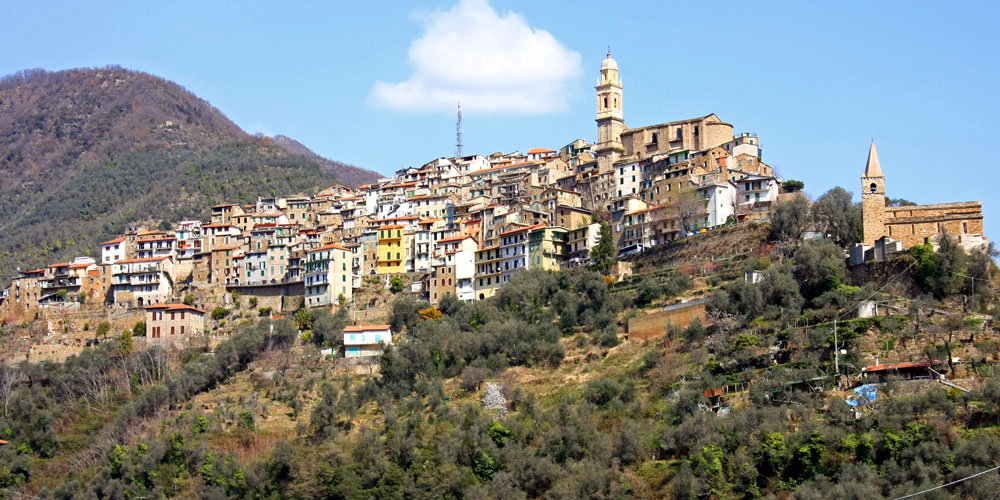
Montalto Carpasio, città romantica
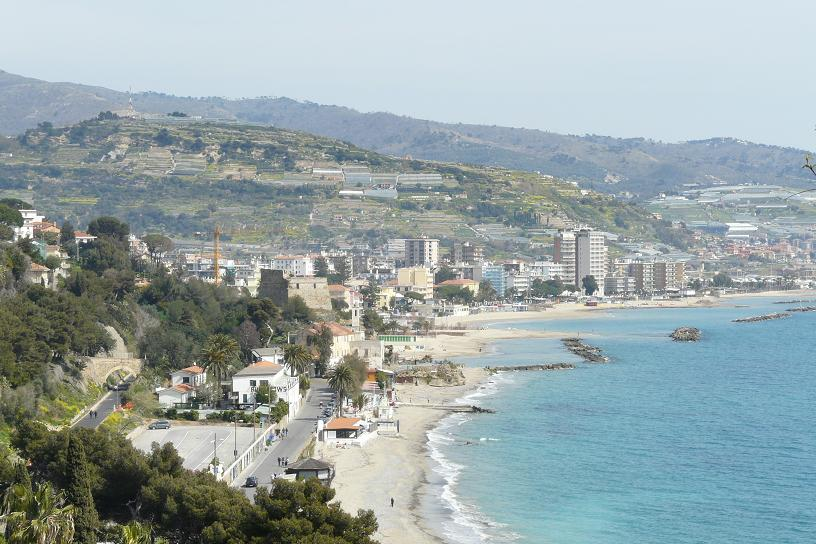
Taggia, costa dei fiori

### Comuni
- Triora
- Molini di Triora
- Badalucco
- Montalto Carpasio
- Taggia